# Портрет Ефима Игнатьевича Чаплица
«Портрет Ефима Игнатьевича Чаплица» — картина Джорджа Доу и его мастерской из Военной галереи Зимнего дворца.
Картина представляет собой погрудный портрет генерал-лейтенанта Ефима Игнатьевича Чаплица из состава Военной галереи Зимнего дворца.
С начала Отечественной войны 1812 года генерал-майор Чаплиц был шефом Павлоградского гусарского полка и командиром кавалерийского корпуса в 3-й Обсервационной армии, отличился в бою под Кобрином, за разгром польско-французской бригады Я. Конопки при Слониме был произведён в генерал-лейтенанты, далее отличился при переправе через Березину, взял Вильно и Ковно. Во время Заграничного похода 1813 года сражался в Польше и Пруссии, отличился под Кёнигсвартой. В кампании 1814 года командовал 3-м корпусом Польской армии.
Изображён в генеральском мундире, введённом для кавалерийских генералов 6 апреля 1814 года. На шее крест ордена Св. Георгия 3-й степени, по борту мундира крест ордена Св. Владимира 2-й степени; справа на груди серебряная медаль «В память Отечественной войны 1812 года» на Андреевской ленте и звёзды орденов Св. Владимира 2-й степени и Св. Александра Невского. Подпись на раме: Е. И. Чаплицъ, Генералъ Лейтенантъ.
Несмотря на то, что 7 августа 1820 года Комитетом Главного штаба по аттестации Чаплиц был включён в список «генералов, заслуживающих быть написанными в галерею», фактическое решение о написании его портрета было принято несколько раньше. В это время Чаплиц состоял по кавалерии без должности, проживал в своём имении в Витебске и в феврале 1820 года приезжал в Санкт-Петербург для позирования Доу. Гонорар Доу был выплачен 24 марта и 14 апреля 1820 года. Готовый портрет был принят в Эрмитаж 7 сентября 1825 года.